# Cadiocus de Vannes
Cadiocus de Vannes ou Cadioc   (mort le 15 mai 1254)  est un évêque de Vannes de 1235 à 1254.

## Biographie
Cadioc, est nommé évêque en 1235, « le samedi suivant la fête de Saint Thuriau » fixée le 13 juillet. Comme les autres évêques bretons, il entre en conflit avec le duc Jean Ier qui, du fait de ses empiètements, le dépouille de son régaire, ou fief temporel, en 1249. Il doit à son tour recourir à l'excommunication, confirmée par le pape Innocent IV. Il ratifie néanmoins, le 6 janvier 1251, à la demande de la duchesse Blanche de Navarre, la fondation de l'abbaye cistercienne Notre-Dame de Prières, dans la paroisse de Billiers avec une délégation du Souverain Pontife. Le 31 octobre 1252, il y accueille les moines venus de l'abbaye de Buzay et leur 1er abbé nommé Geoffroi. Cadioc meurt le 15 mai 1254.